# Piper trichostachyon
Piper trichostachyon är en pepparväxtart som beskrevs av C. Dc.. Piper trichostachyon ingår i släktet Piper och familjen pepparväxter. Inga underarter finns listade i Catalogue of Life.